# Gzy
Gzy è un comune rurale polacco del distretto di Pułtusk, nel voivodato della Masovia.
Ricopre una superficie di 104,44 km² e nel 2004 contava 4 110 abitanti.